# 메탁사스선
메탁사스선(그리스어: Γραμμή Μεταξά, 그람미 메탁사)은 살로니카 협정 이후 불가리아의 재무장에 대비하여 그리스를 방어하기 위해 그리스-불가리아 국경선을 따라 건설된 일련의 요새이다. 당시 그리스 총리였던 요안니스 메탁사스의 이름을 따서 명명되었으며, 주로 관측소, 진지 및 기관총 진지로 이어지는 터널로 구성되어 있다. 이 구조물들은 오늘날까지도 견고하게 남아 있으며, 일부는 여전히 현역으로 사용되고 있다. 일부는 대중에게 공개되어 있다.
메탁사스선은 21개의 독립된 방어시설 복합체로 이루어져 있으며, 그 중 가장 큰 것은 루펠 요새로 전체 155km 길이의 선 중 6.1km를 차지하며 322m 높이에 건설되었다. 처음에는 대부분 석유 램프로 조명되었지만, 발전기도 설치되었다. 현재는 공공 전기가 공급되지만, 발전기도 갖추고 있다. 환기는 자연적으로나 인공적으로 이루어졌다. 물은 상수도를 통해 공급되었다. 요새 건설 작업은 4년 동안 지속되었으며, 당시 비용은 1억 4십만 드라크마에 달했다.

## 방어시설 단지 목록
다음 21개 요새는 그리스-불가리아 국경을 따라 서쪽에서 동쪽으로 배열된 메탁사스선을 구성한다.
1. 포포틀리비차 (Ποποτλίβιτσα)
2. 이스팀페이 (Ιστίμπεη)
3. 켈카기아 (Κελκαγιά)
4. 아르팔루키 (Αρπαλούκι)
5. 팔리우리오네스 (Παληουριώνες)
6. 루펠 (Ρούπελ)
7. 카라타스 (Καρατάς)
8. 칼리 (Κάλη)
9. 페르세크 (Περσέκ)
10. 므밤바조라 (Μπαμπαζώρα)
11. 말리아그카 (Μαλιάγκα)
12. 페리토리 (Περιθώρι)
13. 파르탈루스카 (Παρταλούσκα)
14. 은타사블리 (Ντάσαβλη)
15. 리세 (Λίσσε)
16. 피라미도이데스 (Πυραμιδοειδές)
17. 카스틸로 (Καστίλο)
18. 아기오스 니콜라오스 (Άγιος Νικόλαος)
19. 므바르티세바 (Μπαρτίσεβα)
20. 에키노스 (Εχίνος)
21. 님파이아 (Νυμφαία)

## 역사
제2차 세계 대전 발발 전, 루펠 요새에 추가된 요새들은 너무 약하다고 여겨졌다. 그리하여 그 특정 지역뿐만 아니라 그리스 북부 국경선 전체를 따라 추가 요새를 건설하기로 결정되었다. 1935년에 계획이 수립되었고, 1936년에 케르키니에서 공사가 시작되었다. 원래 의도는 전체 요새선이 국경을 따라 오르메니온까지 이어지는 것이었다. 그러나 그리스는 1940년에 제2차 세계 대전에 참전하여 완공을 막았다. 전쟁 발발 당시, 요새선은 트라키아의 코모티니에 불과했으며 길이는 155km였다.

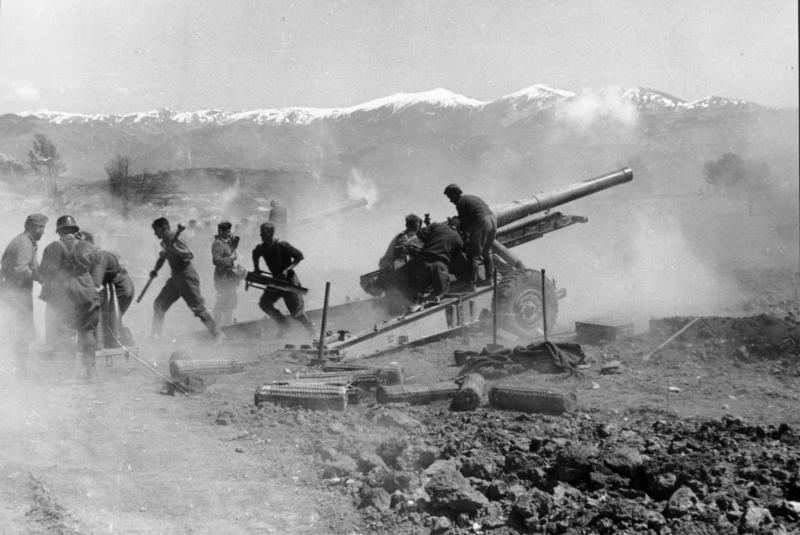
메탁사스선을 포격하는 독일 포병.

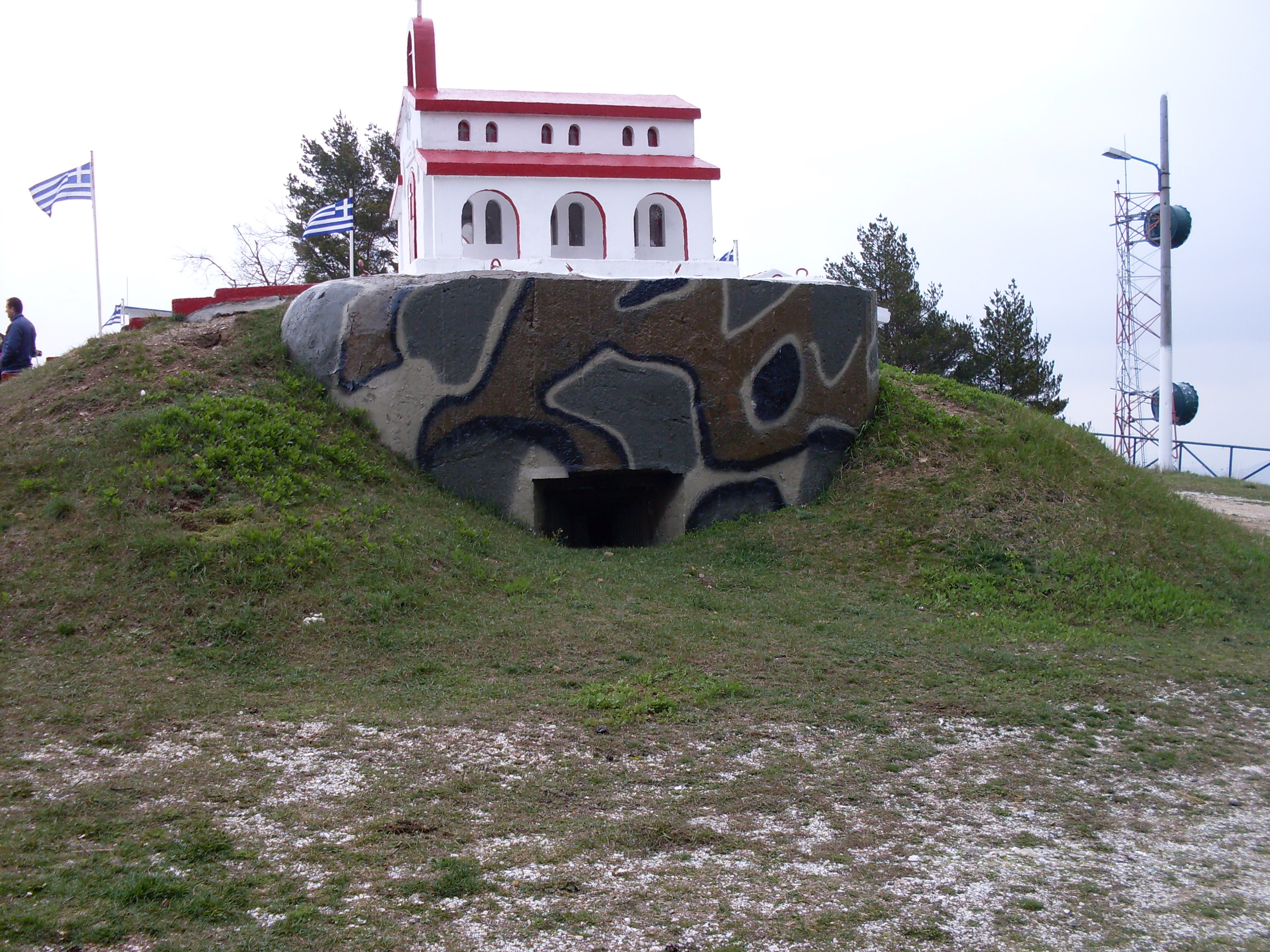
이스팀페이 요새, 메탁사스선, 기관총 진지

프랑스-독일 국경의 마지노선과 마찬가지로 메탁사스선은 독일군에 의해 측면 공격을 받았는데, 특히 1941년 4월 독일군이 유고슬라비아를 통해 그리스를 침공하면서 그랬다. 독일 제18산악군단과 제30군단은 4월 6일 새벽 전에 메탁사스선을 공격했지만, 브리갓트 장군 콘스탄티노스 테오도로우 바코풀로스의 지휘 아래 맹렬한 저항에 부딪혔고, 3일간의 전투 끝에 제한적인 성공만을 거두었다.
제18산악군단의 제2기갑사단은 우회 기동으로 유고슬라비아 국경을 넘고 유고슬라비아와 그리스의 저항을 극복한 후 4월 9일 테살로니키를 점령했다. 테살로니키의 점령으로 그리스 동마케도니아 육군부는 4월 10일 항복할 수밖에 없었고, 메탁사스선 전투는 끝났다.
메탁사스선 공격을 지휘했던 독일 장군 빌헬름 리스트는 이 병사들의 용기와 용맹을 높이 평가했다. 그는 그리스 병사들을 포로로 잡는 것을 삼가고, 무기와 보급품을 항복하는 조건으로 군대가 군기를 가지고 떠날 수 있다고 선언했다. 그는 또한 자신의 병사들과 장교들에게 그리스 병사들에게 경례하도록 명령했다 (비버 2005, p. 20). 대부분의 그리스군이 알바니아 전선에서 이탈리아군과 싸우고 있었기 때문에 이 선을 방어할 병력은 거의 없었다.

## 같이 보기
- 그리스-이탈리아 전쟁
- 8월 4일 체제